# Сенявская, Цецилия Мария
Цецилия Мария Сенявская, рождённая Радзивилл (бел. Цэцылія Марыя Сяняўская) (около 1643 — 1682) — супруга гетмана польного коронного Николая Иеронима Сенявского, дочь Александра Людвика Радзивилла.

## Биография
Дочь Александра Людвика Радзивилла и его третьей жены Лукреции-Марии Строцци (Радзивилл). Кроме Цецилии в семье было семеро братьев и четыре сестры.

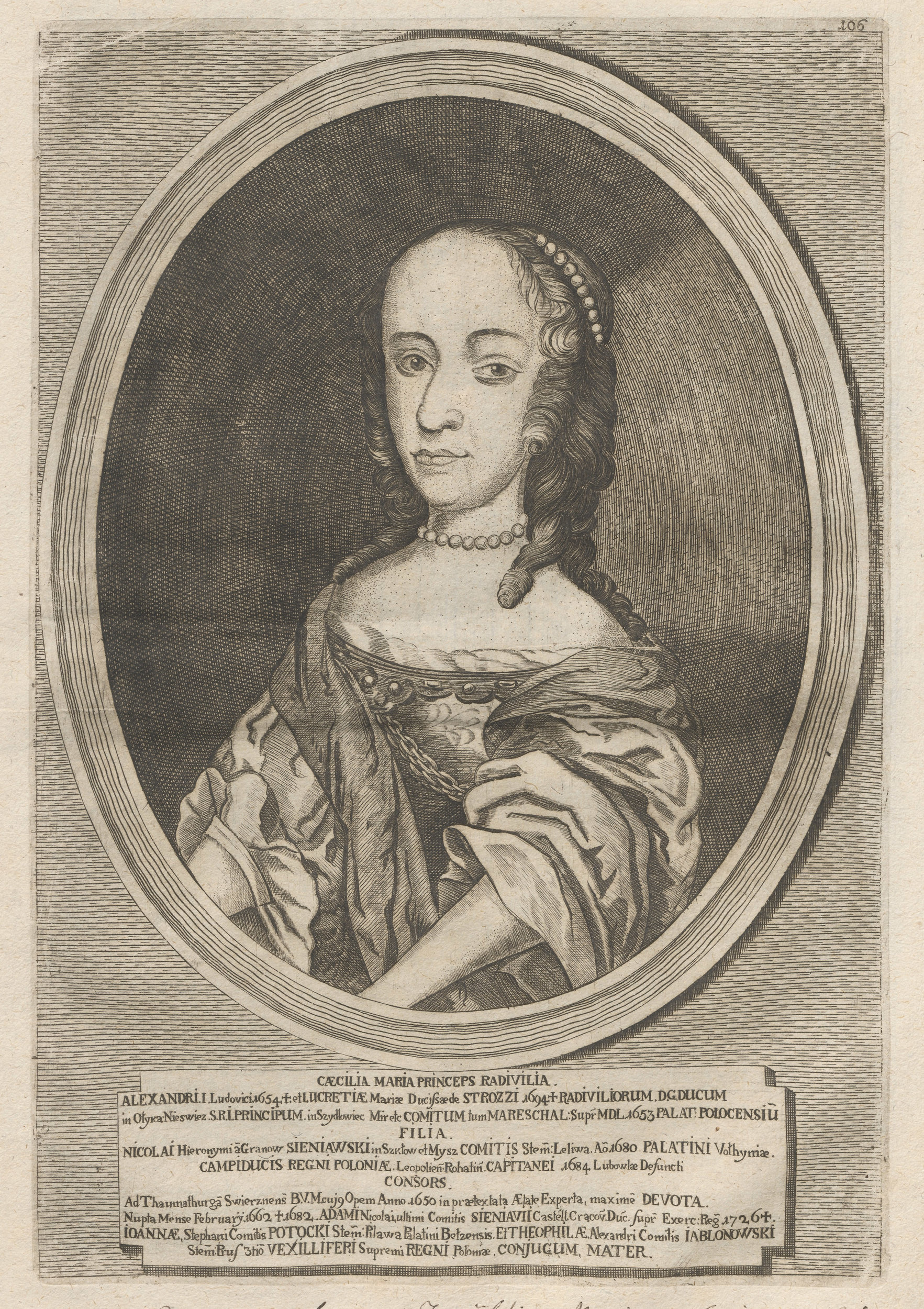
Цецилия Мария Сенявская

В 1662 году вступила в брак с Николаем Иеронимом Сенявским, у них родилось трое детей:
- Адам Николай Сенявский (около 1666 — 18 февраля 1726), белзский воевода (1692—1710), гетман польный коронный (1702—1706), гетман великий коронный (1706—1726), каштелян краковский (1710—1726), староста львовский рогатинский, любачувский, стрыйский, пясечинский.
- Теофила Сенявская (1677—1754), жена князя Александра Яна Яблоновского.
- Иоанна Сенявская (1662—1733)[5], жена воеводы белзского Стефана Потоцкого.

## В искусстве
Известны два изображения Цецилии Марии. Один портрет сохранён в Несвижской портретной галерее, а второй сейчас находится в Национальном музее Варшавы.